# Pietro Paolo Virdis
Antonio Pietro Paolo Virdis (ur. 26 czerwca 1957 r. w Sassari) – włoski piłkarz, napastnik. Król strzelców Serie A w sezonie 1986/87.
Karierę piłkarską rozpoczął w sezonie 1973/74 w Serie D w zespole Nuorese. Po roku znalazł się w Cagliari Calcio, grającym w najwyższej klasie rozgrywkowej. Następnie występował kolejno w Juventusie, znów w Cagliari, ponownie w Juventusie oraz w Udinese Calcio.
Przełomowym momentem jego kariery było przejście do A.C. Milan w roku 1984. Grając w tym zespole zdobył w sezonie 1986/87 tytuł króla strzelców Serie A, strzelając 17 bramek. Z mediolańskim zespołem zdobył ponadto mistrzostwo Włoch (1988), a rok później Puchar Europy.
W roku 1989 przeszedł do Lecce, gdzie po 2 latach zakończył karierę.
Virdis nie zaliczył ani jednego występu w reprezentacji Włoch seniorów.